# سلفادور رويز
سلفادور رويز (بالإسبانية: Salvador Ruiz)‏ (17 مارس 1995 بألبال في إسبانيا - ) هو لاعب كرة قدم إسباني في مركز الدفاع. شارك مع منتخب إسبانيا تحت 16 سنة لكرة القدم ومنتخب إسبانيا تحت 17 سنة لكرة القدم ومنتخب إسبانيا تحت 19 سنة لكرة القدم ومنتخب إسبانيا تحت 20 سنة لكرة القدم. أما مع النوادي، فقد لعب مع نادي تينيريفي ونادي غرناطة ونادي فالنسيا وفالنسيا ميستايا.

## وصلات خارجية
- سلفادور رويز على موقع قاعدة بيانات كرة القدم.إي يو (الإنجليزية)
- سلفادور رويز على موقع Soccerbase.com (لاعب) (الإنجليزية)
- سلفادور رويز على موقع Soccerway.com (الإنجليزية)
- سلفادور رويز على موقع AS.com (الإسبانية)